# استیون مک‌نالی
استیون مک‌نالی (انگلیسی: Stephen McNally؛ ۲۹ ژوئیهٔ ۱۹۱۱ – ۴ ژوئن ۱۹۹۴) بازیگر اهل ایالات متحده آمریکا بود. وی بین سال‌های ۱۹۴۲ تا ۱۹۸۰ میلادی فعالیت می‌کرد.
از فیلم‌هایی که وی در آن نقش داشته است، می‌توان به سربازان نیروی هوایی، جانی بلیندا و ستایش از یک مرد بد اشاره کرد.